# Publius Cornelius Maluginensis
Publius Cornelius Maluginensis (möglicherweise auch Servius Cornelius Maluginensis) war ein römischer Senator, Politiker und Militär.
Servius Cornelius Maluginensis war ein Vertreter des Zweiges der Maluginensier der Familie der Cornelier. 393 v. Chr. war er mit Lucius Valerius Potitus römischer Konsul. Das Konsulat ist historisch nicht gesichert, zwar erwähnen die Fasti Capitolini Maluginensis unter diesem Jahr, bei Livius und Diodor sind nur die Suffektkonsuln genannt. Ihm folgten Servius Sulpicius Camerinus und Lucius Lucretius Tricipitinus Flavus als Suffektkonsuln. In den Jahren 397 v. Chr. und 390 v. Chr. war Maluginensis Militärtribun.